# Louis Waldon
Louis Waldon est un acteur de cinéma américain né le 16 décembre 1934 et mort le 6 décembre 2013.

## Biographie
Né en 1934 dans la ville de Modesto en Californie, Louis Waldon commence sa carrière d'acteur en 1965. Il est surtout connu pour sa collaboration avec Andy Warhol.
Waldon décède à l'âge de 78 ans en 2013 d'un AVC à Los Angeles en Californie. Il a trois enfants, Scott, Barry et Janet.

## Filmographie
- 1965 : The Double-Barrelled Detective Story d'Adolfas Mekas
- 1966 : The Love Merchant de Joseph W. Sarno
- 1966 : The Swap and How They Make It de Joseph W. Sarno
- 1966 : Misconduct de Sande N. Johnsen
- 1967 : The Nude Restaurant d'Andy Warhol
- 1968 : Flesh de Paul Morrissey
- 1968 : The Bizarre Ones de Henri Pachard
- 1968 : Lonesome Cowboys d'Andy Warhol et Paul Morrissey
- 1968 : San Diego Surf d'Andy Warhol et Paul Morrissey
- 1969 : Me and My Brother de Robert Frank
- 1969 : Anything Once de Graham Place
- 1969 : The Erotic Circus de Henri Pachard
- 1969 : The Virgin President de Graeme Ferguson
- 1969 : Blue Movie d'Andy Warhol
- 1969 : Trapianto, consunzione e morte di Franco Brocani de Mario Schifano
- 1969 : Keeping Busy de Michel Auder
- 1970 : Cleopatra de Michel Auder
- 1970 : Necropolis de Franco Brocani
- 1971 : Lenz de George Moorse
- 1971 : Jaider, der einsame Jäger de Volker Vogeler
- 1972 : S.P.Q.R. de Volker Koch
- 1973 : Pan de George Moorse
- 1973 : Traumstadt de Johannes Schaaf
- 1974 : Zum Abschied Chrysanthemen de Florian Furtwängler
- 1975 : Claro de Glauber Rocha
- 1978 : Feedback de Bill Doukas
- 1985 : Mask de Peter Bogdanovich
- 1986 : Mission Kill de David Winters
- 2003 : Distance de Greg Lalazarian
- 2008 : The Feature de Michel Auder et Andrew Neel